# Chodoriv
Chodoriv (ukrajinsky Ходорів, polsky Chodorów) je město ve Lvovské oblasti na západní Ukrajině. Leží 70 km jižně od Lvova, administrativně spadá pod Stryjský rajón. Žije zde 10 231 osob (2006).
První zmínky pocházejí z roku 1394; tehdy se sídlo jmenovalo Chodorov-stav (stav podle blízkého jezera). V 15. století získal městská práva.
V Chodorově fungoval cukrovar a dokonce i polygrafické závody. Kromě toho je železniční křižovatkou: vede tudy hlavní (byť jednokolejná a neelektrifikovaná) trať Lvov – Ivano-Frankivsk, dále trať do Stryje (elektrifikovaná) a místní dráhy do Ternopilu a Rozdilu.